# Kurt Busch
Pour les articles homonymes, voir Busch.
Statistiques en NASCAR Cup Series
Dernière mise à jour : 20 juillet 2022 

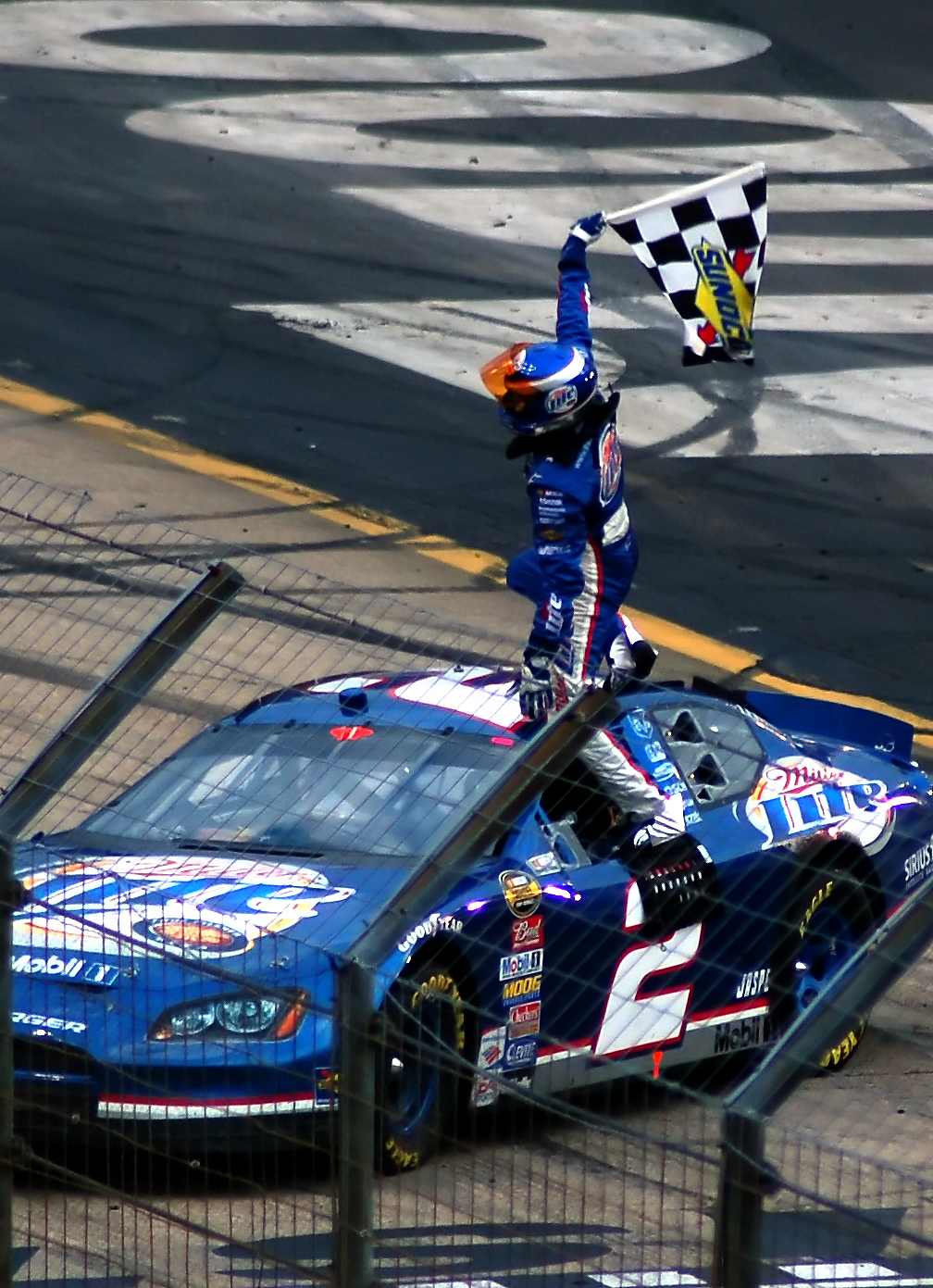
Kurt Busch

Kurt Busch (né le 4 août 1978 à Las Vegas, Nevada) est un pilote américain de NASCAR dans la NASCAR Cup Series.
Il pilote la Ford no 97 de 2000 à 2005 pour le compte de Jack Roush dans l'écurie Roush Racing, équipe dans laquelle il devient champion en 2004 avec 8 points d'avance sur Jimmie Johnson, devenant le premier champion avec le système du Chase. En 2006, il rejoint les rangs de l'écurie de Roger Penske, le Team Penske et pilote la Dodge no 2 aux couleurs de Miller Lite.
En 2011, il est licencié pour avoir fait un doigt d'honneur à son équipe et avoir insulté un journaliste.
Il trouve ensuite refuge dans la modeste écurie Phoenix Racing où il pilote la Chevrolet Impala no 51 lors de la saison 2012. En cours de saison, il change d'écurie et rejoint la Furniture Row Racing au volant de la Chevrolet Impala  no 78.
Au terme de la saison 2013, il signe dans la grandissante écurie du pilote propriétaire Tony Stewart, la Stewart Haas Racing et prend le volant de la Chevrolet no 41. Il est alors le coéquipier de Tony Stewart, Kevin Harvick et Danica Patrick.
Il devient par la suite le pilote de la voiture n°1 de l'écurie Chip Ganassi Racing aux côtés de Ross Chastain.
Son frère cadet Kyle Busch est également pilote de la Toyota no 18 en NASCAR Cup Series pour le compte de l'écurie Joe Gibbs Racing.
Il participe aux 500 miles d'Indianapolis 2014 avec Andretti Autosport, après avoir réussi le ROP (Rookie Orientation Program) nécessaire pour y participer. Il réalise le meilleur chrono des deux phases du ROP devant Mikhail Aleshin.
Le 21 février 2015 il est suspendu par la NASCAR après avoir été accusé de violences conjugales en 2014. Il est rapidement réintégré puis blanchi de tout soupçons. L'accusatrice sa compagne est condamnée par la suite.
Il remporte le Daytona 500 en 2017.